# De Bevrijde Koningin
Vapautettu Kuningatar (Nederlands: De Bevrijde Koningin) opus 48 is een cantate gecomponeerd door Jean Sibelius.
Het werk van circa 10 minuten is geschreven ter viering van de 100ste geboortedag van de Finse nationalist en filosoof Johan Vilhelm Snellman (1806-1881). Finland maakte ten tijde van de compositie (1906) deel uit van het Keizerrijk Rusland onder Tsaar Nicolaas II van Rusland. De teugels werden toen weliswaar wat losgelaten na diverse opstandjes; de Finnen vonden dat niet genoeg, men streed (op beperkte schaal) voor volledige onafhankelijkheid. 

## Verhaal
De tekst is gebaseerd op een ballade van Paavo Cajander over een gevangengenomen koningin, die bevrijd wordt door een jonge held. Dit is een allegorie voor het bezette Finland, dat hoopte op eindelijk eens bevrijd te worden van de Russische overheersing. Een openlijke uitvoering zat er met deze tekst niet in, vandaar dat het eerst uitgevoerd werd onder de titel Siell’ laudavi kuningatar (Hier zingt de koningin). Pas later kreeg het zijn oorspronkelijke titel.

Finland moest tot 1917 wachten op de onafhankelijkheid, waarna de Finse Burgeroorlog uitbrak.

## Muziek
Er zijn twee versies; oorspronkelijk (1906) is het geschreven voor gemengd koor en orkest; in 1910 bewerkte Sibelius het stuk voor mannenkoor en orkest. De muziek is typisch Sibelius, stevig van klank; het klinkt als een echt protestlied. Daarbij is het opvallend, dat de klank en toonzetting wel wat weg heeft van de communistische strijdliederen, die in Rusland geschreven werden ten tijde van de Oktoberrevolutie; ook tegen Tsaar Nicolaas II. De première werd gegeven in Helsinki op 12 mei 1906 onder leiding van de componist zelf.

## Titel
De Finse titel Vapautettu Kuningatar is in het verleden verkeerd vertaald. In het Engels is het steevast The Captive Queen (de gevangen koningin); in het Duits Die gefangene Köningin en in het Frans La Reine Captive. Vapaus betekent echter vrijheid, Vapautettu bevrijd. De juist titels zouden dus moeten zijn The Liberated Queen, Die befreite Köningin en La Reine liberée. De onjuiste Nederlandse titel De gevangen Koningin. Feit is dat het werk buiten Finland bekend is geworden onder de verkeerd vertaalde titels.

## Bron en discografie
- Bis 1365, Lahti Symfonie Orkest o.l.v. Osmo Vänskä met Koor Dominante (gemengd koor);
- Bis 1525, idem met YL mannenkoor.